# Batalla de Grunwald
|  | Per a altres significats, vegeu «Batalla de Tannenberg (1914)». |

La batalla de Grunwald tingué lloc el 15 de juliol de 1410 en el marc de la Guerra poloneso-lituana-teutònica. L'aliança del Regne de Polònia i el Gran Ducat de Lituània, dirigits respectivament pel rei Ladislau II Jagelló i el Gran Duc Vytautas (Witold), va derrotar decisivament als Cavallers Teutónics, liderats pel Gran Maestre Ulrich von Jungingen. La major part de l'exèrcit dels Cavallers teutònics van ser morts o fets presoners. Encara que derrotats, els Cavallers Teutónics van resistir el setge a la seva fortalesa a Marienburg (Malbork) i va patir pèrdues territorials mínimes a la Pau de Thorn (1411). Les disputes territorials continuar fins a la Pau de Melno es va firmar el 1422. No obstant això, el cavallers mai recuperaren el seu antic poder i la càrrega financera de les reparacions de guerra va causar conflictes interns i una recessió econòmica a les seves terres. La batalla va canviar l'equilibri de poder a l'Europa Oriental i va marcar el sorgiment de la unió poloneso-lituana com la força política i militar dominant a la regió.
La batalla va ser una de les més grans lliurades a l'Europa medieval i és considerada com la victòria més important en la història de Polònia i Lituània. S'ha envoltat de llegendes romàntiques i de propaganda nacionalista, convertint-se en un símbol de la lluita contra els invasors i una font d'orgull nacional. Durant el segle xx, la batalla va ser utilitzada en campanyes de propaganda nazi i soviètica. Només en les últimes dècades els historiadors han avançat cap a una avaluació desapassionada i científica de la batalla i cap a la conciliació de les narracions històriques, molt diferents segons el país.